# Долина Роз (ледник)
Доли́на Роз — ледник на полуострове Варна антарктического острова Ливингстон в архипелаге Южные Шетландские острова; назван в честь болгарской Долины роз.

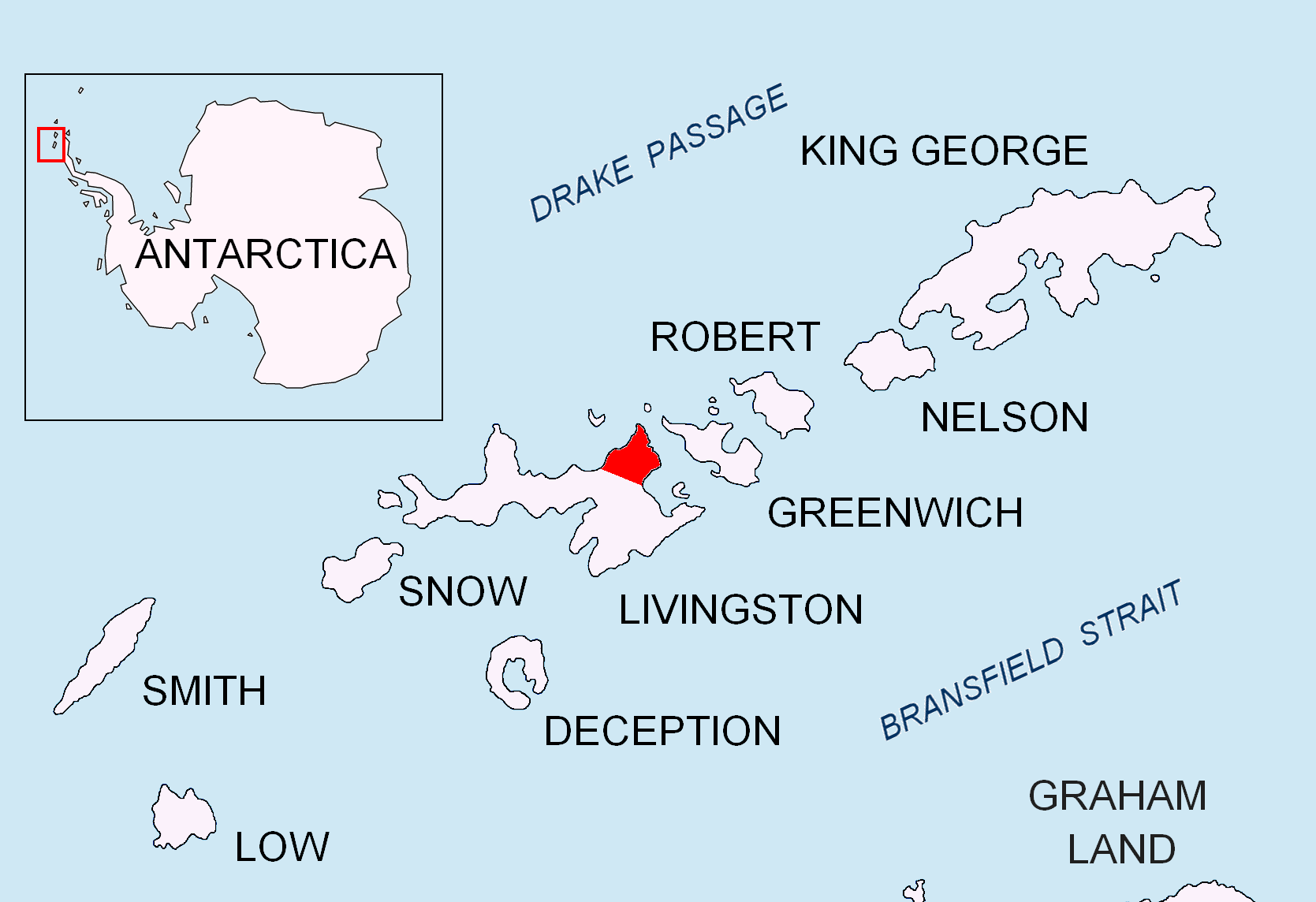
Расположение полуострова Варна на острове Ливингстон

Описан экспедицией Тангра 2004/05. Расположен к северо-востоку от ледника Saedinenie Snowfield, северо-западнее ледника Debelt Glacier и севернее ледника Panega Glacier. Его размер составляет 5,2 на 3,7 км; ледник стекает с северо-восточного склона вершины Vidin Heights (высота 604 метра) в бухту Lister Cove пролива McFarlane Strait.